# UE Cornellà
UE Cornellà is een Spaanse voetbalclub uit Cornellà de Llobregat in Catalonië. De club heeft als thuisstadion het Estadi Municipal de la Via Fèrria en speelt in de Primera División RFEF in groep 2.

## Geschiedenis
De voorloper van UE Cornellà werd op 15 april 1923 opgericht als Atlètic Cornellà FC. In 1931 werd de clubnaam gewijzigd in Futbol Club Cornellà. Op 29 april 1951 fuseerde de club met Atlètic Padró en Acadèmia Junyent tot UE Cornellà.
In de loop der jaren speelde de club voornamelijk in de lagere Spaanse divisies. Gedurende zes seizoenen speelde UE Cornellà in Tercera División, de vierde Spaanse divisie: 1999 tot 2002 en 2003 tot 2006. Met een zeventiende plaats in het seizoen 2005/2006 degradeerde UE Cornellà in 2006 naar de Primera Divisió Catalana. In 2008 keerde de club weer terug in de Tercera División.  Daar zou het zes jaren blijven tot en met seizoen 2013-2014 toen de ploeg kampioen werd en tijdens de eindronde de promotie naar Segunda División B kon afdwingen.
Het eerste seizoen 2014-2015 op het derde niveau werd een vrij moeilijk seizoen met een vijftiende plaats als eindrangschikking met één punt meer dan de hoogst geplaatste ploeg die haar behoud niet kon verlengen.  In de Copa del Rey behaalde de ploeg wel een opmerking resultaat.  Na Real Jaén, Zamora CF en SD Leioa uitgeschakeld te hebben, was Real Madrid CF de tegenstander in de 1/16de finale.  Thuis werd met 1-4 verloren en in Madrid volgde een 5-0 nederlaag.
De volgende seizoenen behaalde de ploeg achtereenvolgens de vijfde en een negende plaats.  Tijdens het laatst genoemde seizoen kon de ploeg de derde ronde behalen in Copa del Rey.  Dit gebeurde door achtereenvolgens UD San Sebastián de los Reyes, Extremadura UD uit te schakelen, waarna de ploeg op haar beurt uitgeschakeld werd door Hércules CF.
Het was tijdens seizoen 2017-2018 dat de ploeg met een vierde plaats voor de eerste keer in haar geschiedenis de eindronde behaalde.  Tijdens de eerste ronde bleek Sporting Gijón B echter te sterk.
Het daaropvolgende seizoen 2018-2019 was het met dezelfde vierde plaats weer raak.  Maar ook hier bleek SD Ponferradina weer te sterk tijdens de eerste ronde van play-off.
Dezelfde vierde plaats op het einde van het seizoen 2019-2020 gaf weer recht op een ticket voor de eindronde.  Deze keer hield de ploeg het langer vol door FC Marbella en Atlético Baleares uit te schakelen, maar in de laatste ronde werd verloren van CD Castellón.
Na het tussenseizoen 2020-2021 werd een plaats bedongen in het nieuw opgerichte derde niveau van het Spaanse voetbal, de Primera División RFEF.  Op 6 januari 2021 schreef Cornellà weer voetbalgeschiedenis door in de Copa del Rey de latere landskampioen Atlético Madrid met een score van 1–0 tijdens de tweede ronde van de bekercompetitie uit te schakelen  De volgende ronde werden zij uitgeschakeld door een andere grootheid, Barcelona, maar enkel na een 2–0 na verlengingen.
De prestaties van het team sinds zij het derde niveau van het Spaans voetbal behaalde, zien er als volgt:
| seizoen | competitie            | niveau | positie     | resultaat                                                                                       | beker         |
| ------- | --------------------- | ------ | ----------- | ----------------------------------------------------------------------------------------------- | ------------- |
| 2014/15 | Segunda División B    | III    | 15de plaats | Behoud                                                                                          | 1/16de finale |
| 2015/16 | Segunda División B    | III    | 5de plaats  | Behoud                                                                                          |               |
| 2016/17 | Segunda División B    | III    | 9de plaats  | Behoud                                                                                          | Derde ronde   |
| 2017/18 | Segunda División B    | III    | 4de plaats  | Eindronde uitgeschakeld eerste ronde door Sporting Gijón B, behoud                              |               |
| 2018/19 | Segunda División B    | III    | 4de plaats  | Eindronde uitgeschakeld eerste ronde door SD Ponferradina, behoud                               | Eerste ronde  |
| 2019/20 | Segunda División B    | III    | 4de plaats  | Eindronde, Behoud na winst tegen FC Marbella en Atlético Baleares en verlies tegen CD Castellón | Eerste ronde  |
| 2020/21 | Segunda División B    | III    | 5de plaats  | Eerste tweede subcompetitie naar Primera División RFEF                                          | Derde ronde   |
| 2021/22 | Primera División RFEF | III    | 14e plaats  | Behoud                                                                                          | Eerste ronde  |
| 2022/23 | Primera Federación    | III    | 11e plaats  | Behoud                                                                                          |               |
| 2023/24 | Primera Federación    | III    | 18e plaats  | Degradatie                                                                                      |               |
| 2024/25 | Segunda Federación    | IV     | 14e plaats  | Degradatie                                                                                      |               |

## Bekende spelers
- Jordi Alba
- Keita Baldé (jeugd)
- Thaer Bawab
- Leon de Kogel
- Rubén Miño (jeugd)
- Ignasi Miquel (jeugd)
- Daniel Tortolero
- Enric Vallès